# Hermann Dengler
Hermann Alfons Oskar Dengler, född 11 augusti 1890 i Friedrichshafen, Tyskland, död i juli 1945, Hoyerswerda, var en tysk etnograf. 
Hermann var son till Alfons Dengler och Thekla Anonietta Friederike Lantz.
Det är oklart vilken utbildning Dengler hade men 1923 gav han ut en bok på tyska och engelska om Nordamerikas indianer. Huvudsakligen var det en sammanställning av äldre teckningar. Han hade uppenbarligen ett intresse för såväl teckning som urfolk.

## Expeditioner i Sydamerika
Dengler deltog 1924 som tecknare i Alexander H. Rice Jr.´s expedition i Brasilien för att kartlägga de övre delarna av Brancofloden (Rio Branco). Med på expeditionen var bland annat filmaren Silvino Santos och den tyske forskningsresande Theodor Koch-Grünbergs. Koch-Grünberg avled under expeditionen. Det blev en film från expeditionen, No Rastro do El Dorado (The Trail of El Dorado). Efter Koch-Grünbergs död återvände Dengler till Manaus där han träffade svenske zoologen Douglas Melin. Han anslöt då till den Melinska Amazonasexpeditionens fortsättning under 1925 till Peru. Dengler reste dock först längs Madeirafloden (Rio Madeira för att träffa parintintin ("de vilda kauahibindianerna"). Dengler samlade föremål och han gjorde teckningar och ljudinspelningar. Efter sin resa på Madeirafloden tog han sig vidare till staden Iquitas i Peru och mötte där upp med Douglas Melin. Melin gav ut en bok om resan till Peru där Dengler bland annat bidrog med teckningen för omslaget och flera fotografier. Det mesta av hans samlingar hamnade i Stuttgart men en mindre del hamnade i Sverige.

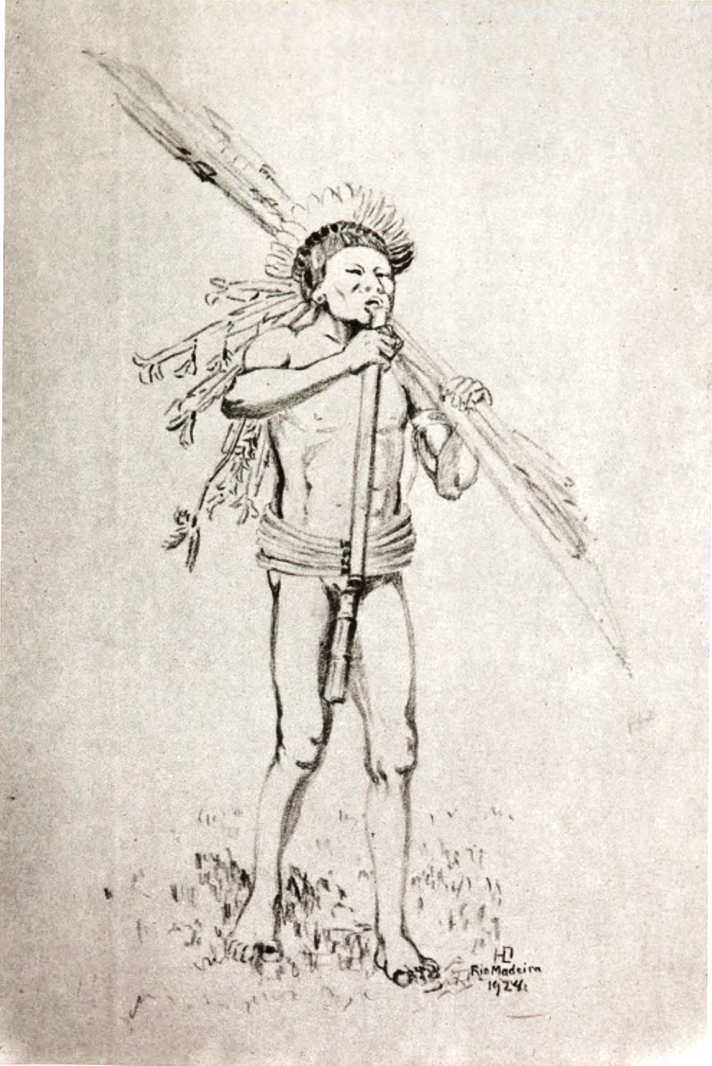
Parintintinman. Teckning av Hermann Dengler 1924.

## Tillbaks i Tyskland
Tillbaks i Tyskland katalogiserade han etnografiska samlingar på Karl May-museet. Han skrev också flera artiklar i museets årsbok, bland annat en guide till Karl May-museet i Radebeul, Tyskland.
Från 1928 arbetade han vid Dresdens museum för mineralogi, geologi och förhistoria som vetenskaplig ritare vid avdelningen för förhistoria och tidig historia. Mot slutet av Andra världskriget inkallades Dengler till volkssturm och han dog i juli 1945 i ett av lägren nära Hoyerswerda.